# Dieter Fox

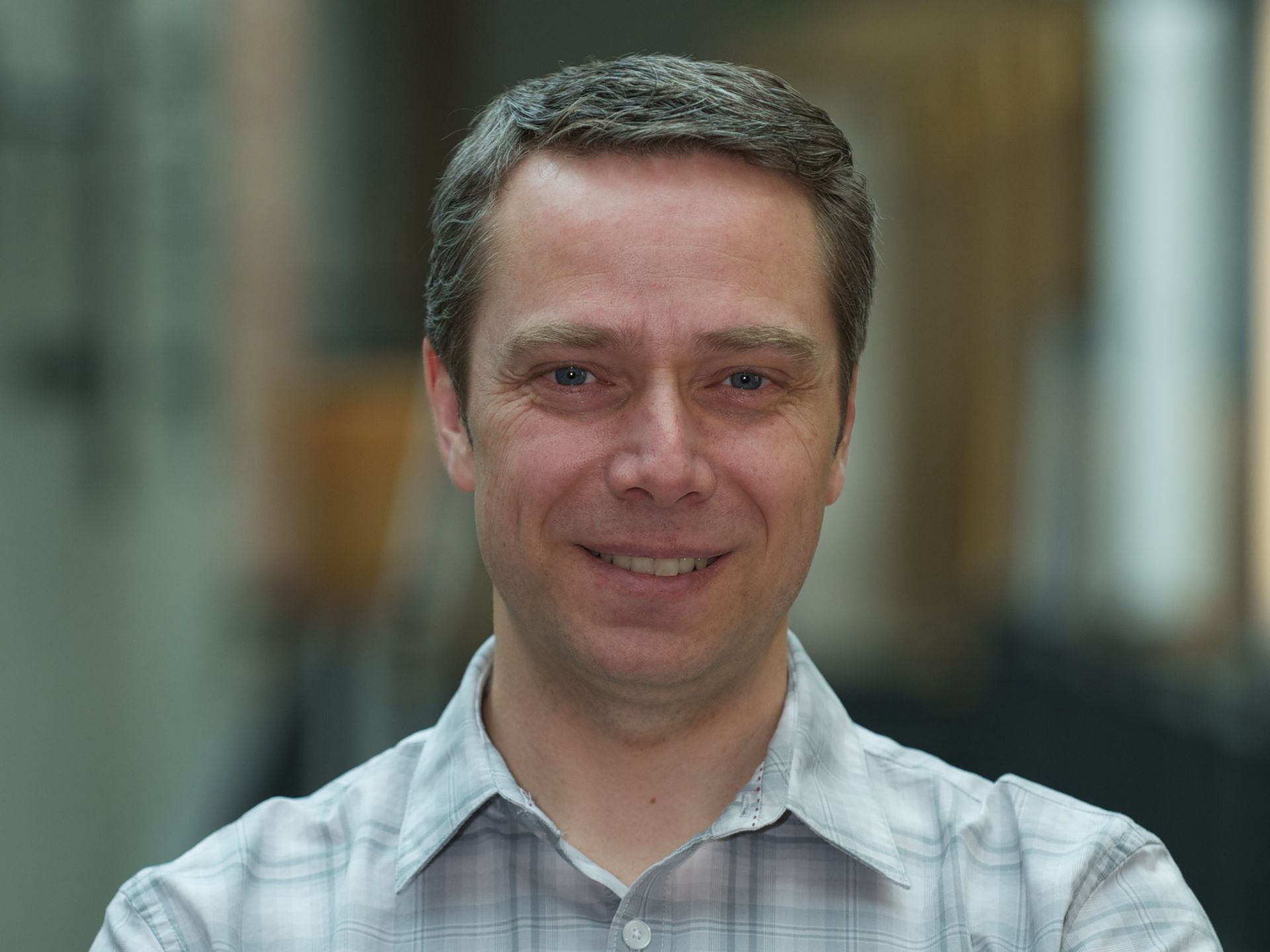
Dieter Fox 2012

Dieter Fox (* 1966) ist ein deutscher Wissenschaftler der Informatik und Robotik und Professor im Department of Computer Science & Engineering an der University of Washington in Seattle. Dieter Fox hat Beiträge zu verschiedenen Feldern einschließlich Robotik, Künstliche Intelligenz, Maschinelles Lernen und Ubiquitous Computing geleistet. Er ist Autor des Buches „Probabilistic Robotics“, das er zusammen mit Wolfram Burgard und Sebastian Thrun geschrieben hat.